# Tougo
Tougo est une commune rurale et le chef-lieu du département de Tougo, auquel elle a donné son nom, dans la province du Zondoma de la région Nord au Burkina Faso.

## Géographie
Tougo se trouve à 25 km à l'est du centre de Gourcy, le chef-lieu de la province, et de la route nationale 2 et à 60 km au sud-est de Ouahigouya.

## Économie
Du fait de son statut de chef-lieu départemental, l'économie de Tougo repose en partie sur les activités de services publics accueillant un lycée et le poste de police départemental. Par ailleurs, la ville possède un important marché – créé en 1947 mais ayant subi un important incendie en 2007 – permettant les échanges commerciaux du secteur.

## Santé et éducation
Tougo accueille un centre de santé et de promotion sociale (CSPS) tandis que le centre médical avec antenne chirurgicale (CMA) de la province se trouve à Gourcy.
La ville possède deux écoles primaires (A et B), un collège d'enseignement général (CEG) et un lycée départemental,.